# Белгородское водохранилище
Белгоро́дское водохрани́лище («Белгородское море») — водохранилище на реке Северский Донец в Белгородской области России

## История
Построено в 1985 году для надёжного водообеспечения Белгородского промышленного узла и улучшения санитарного состояния вод реки Северский Донец. Строительство начато в 1977 году. В дальнейшем, так как питьевое водоснабжение региона полностью осуществляется из подземных источников, а в промышленности и сельском хозяйстве вода водохранилища практически не используется, первоначальное назначение изменилось — водохранилище стало объектом рекреационной деятельности. Дополнительные работы велись до 1995 года.
Водохранилище расположено на территории Белгородского и Шебекинского районов. Створ плотины находится около села Безлюдовка Шебекинского района.

## Основные характеристики
Полный объём водохранилища составляет — 76 млн м³ при нормальном подпорном уровне (НПУ) (114,5 м). Площадь зеркала при НПУ — 23 км². Длина при НПУ — 25 км. Ширина — от нескольких десятков метров до 3 км, в среднем — около 1 км. Максимальная глубина вблизи плотины — 14 м, средняя расчётная глубина — 3,3 м. Общая протяжённость береговой линии составляет — 85 км. Водосборная площадь у створа водохранилища — 2520 км².
В Белгородское водохранилище впадают реки Топлинка, Разумная. Вытекает река Северский Донец.
Зимой поверхность водохранилища замерзает.

## Проблемные вопросы
Располагаясь южнее Белгорода, то есть ниже по течению реки Северский Донец, Белгородское водохранилище испытывает на себе мощный антропогенный пресс урбанизированной территории, что явилось причиной возникновения комплекса геоэкологических проблем. Наиболее ощутимыми и заметными отрицательными последствиями для природной среды являются следующие:
- затопление пойменных земель с высокопродуктивными заливными лугами;
- повышение уровня грунтовых вод, приводящее к подтоплению и заболачиванию низменных берегов, изменению почвенного и растительного покрова;
- изменение микроклимата: усиление ветров, повышение влажности, изменение температурного режима;
- перестройка фауны водоема, изменение условий размножения и обитания водных организмов, особенно рыб;
- замедление водообмена, поступление в водохранилище хозяйственных и бытовых стоков и, как следствие этого, накопление в донных отложениях загрязняющих веществ;
- снижение самоочищающей способности вод, избыточное развитие синезелёных водорослей;
- переформирование берегов водохранилища и активизация экзогенных геологических процессов на его берегах и водосборной площади — оползней, оврагов, суффозионных и карстовых процессов, а также размыв берегов русла реки в нижнем бьефе;
- неконтролируемое рекреационное освоение береговой полосы водохранилища, приводящее к загрязнению окружающей среды бытовыми отходами, а иногда — к возникновению лесных пожаров.

Указанные негативные последствия неравномерно распространены в пределах самого водоема и береговой зоны водохранилища, что обусловливает пространственную неоднородность ареалов экологических ситуаций с различной степенью напряженности.
По гидрохимическим показателям вода в водохранилище в целом относится к 3-му классу качества (умеренно-загрязнённая). В последние годы качественный состав воды имеет тенденцию улучшения, происходит снижение азота нитратного, азота аммонийного, железа общего, фосфора, меди и нефтепродуктов.

## Водопользование
За годы существования Белгородского водохранилища проектное назначение (водоснабжение Белгородского промышленного узла) оказалось невостребованным, поскольку использование воды для питьевого водоснабжения населения на 100 % осуществляется из подземных источников, а в промышленности вода водохранилища не используется[почему?]. В связи с этим Белгородское водохранилище стало объектом рекреационной деятельности.
С 2014 года на водохранилище проводятся водные прогулочные рейсы.

## Эксплуатация
В соответствии с распоряжением правительства Российской Федерации от 31 декабря 2004 г. N 1745-р, Белгородское водохранилище отнесено к федеральному значению. Эксплуатацию гидротехнических сооружений и водохранилища осуществляет федеральное государственное учреждение — ФГУ «Управление эксплуатации Белгородского водохранилища», пос. Маслова Пристань, Шебекинский район, Белгородская область.
С июня 2017 года до 2019 года ведётся капитальный ремонт железобетонных конструкций гидроузла водохранилища.